# 约翰·比辛格
约翰·比辛格（英語：John Bissinger，1879年1月7日—1941年1月20日），美国男子竞技体操运动员。他曾获得1904年夏季奥运会体操比赛男子团体全能银牌。他也参加了另外三个个人小项，最好名次是第五名。